# Francisco Espoz y Mina

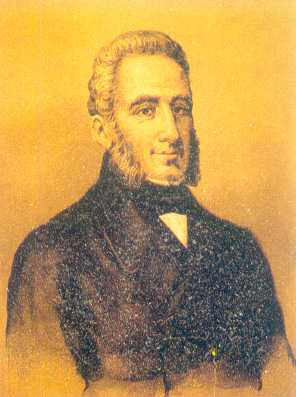
Francisco Espoz y Mina

Francisco Espoz Ilundáin, meglio noto come Francisco Espoz y Mina, (Idocin, 17 giugno 1781 – Barcellona, 24 dicembre 1836), è stato un generale e guerrigliero spagnolo.

## Biografia
Nacque a Idocin in Navarra. Il padre, Juan Esteban Espoz y Mina, e la madre, Maria Teresa Hundain y Ardaiz, erano yeoman. Mina lavorò nella piccola fattoria di famiglia fino al 1808. Quando Napoleone Bonaparte cercò di invadere la Spagna nel 1808, si arruolò nel reggimento Doyle, entrando a far parte del gruppo di guerriglieri guidato dal nipote Francisco Javier Mina. Quando Javier fu catturato dai francesi il 21 marzo 1810, sette uomini del gruppo scelsero di seguire Francisco, ed il 1º aprile dello stesso anno la Giunta d'Aragona gli conferì il comando dei guerriglieri della Navarra.

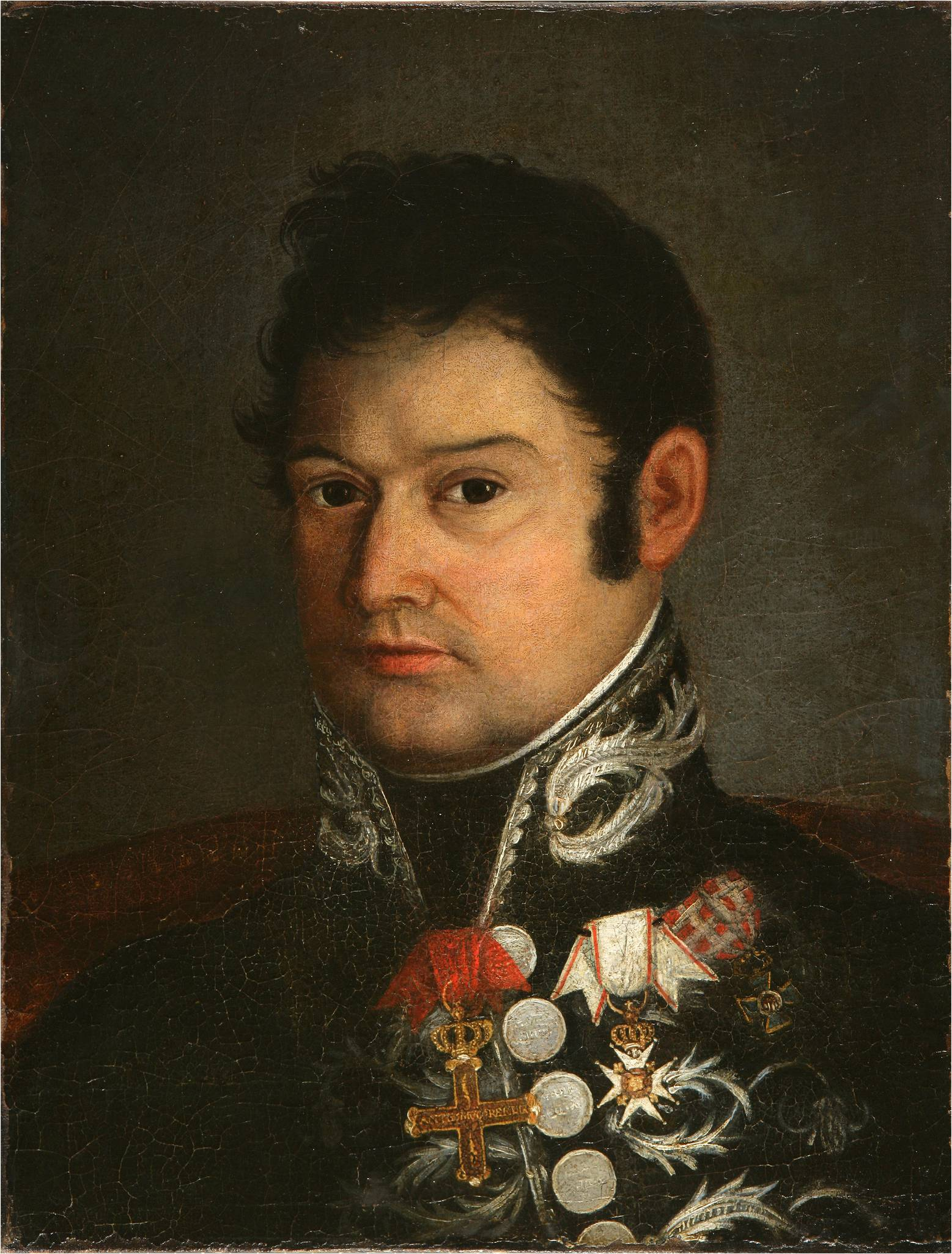
Ritratto anonimo del general Espoz y Mina

La sua prima operazione fu quella di arrestare e fucilare ad Estella un certo Echevarria che, autodefinendosi guerrigliere patriota, si comportava in realtà da brigante. Il governo nazionale di Cadice, il 7 settembre 1812, lo promosse a comandante in capo dell'Alta Aragona, sulla riva sinistra dell'Ebro. Nel frattempo disse di aver combattuto 143 battaglie più o meno grandi, di essere stato ripetutamente ferito da proiettili, spade e lance, di aver conquistato 13 postazioni fortificate, di aver catturato 14000 prigionieri e di non essere mai stato sorpreso dai francesi.
Anche se alcuni sostengono che il suo forte non fosse fare da leader in battaglia, come stratega Espoz y Mina ebbe successo, e mostrò grande capacità organizzativa. Le autorità francesi furono costrette a permettergli di esigere dazi doganali su tutti i beni importati dalla Spagna, tranne il contrabbando di guerra che non smise mai di combattere. Il denaro ottenuto fu utilizzato per pagare i suoi uomini. Fu in grado di non esigere tributi troppo elevati e di mantenere la disciplina tra le file nel 1812. Espoz y Mina disse di aver bloccato 26000 francesi che avevano servito il maresciallo Marmont nella campagna di Salamanca. In quella campagna del 1813-1814 si distinse agli ordini del duca di Wellington.
Dopo la restaurazione di Ferdinando VII di Spagna perse prestigio. Il 25 e 26 settembre tentò di attuare una rivolta a Pamplona in favore del partito liberale, ma fallì e fu esiliato. Le sue opinioni politiche erano democratiche e radicali, e da buon yeoman odiava gli hidalgo (nobili). La rivoluzione del 1820 lo riportò in auge, e servì il partito liberale durante il Triennio liberale in Galizia, a Leon ed in Catalogna. In quest'ultimo distretto portò avanti l'unica resistenza vigorosa all'intervento francese in favore di Ferdinando VII. Il 1º novembre 1823 fu costretto a capitolare, ed i francesi gli permisero di fuggire in Inghilterra via mare. Nel 1830 prese parte alla fallimentare rivolta contro Ferdinando.
Alla morte del re fu richiamato in Spagna, ed il governo della reggente Cristina gli conferì nel 1835 il comando contro i carlisti, anche se temeva il suo radicalismo. In quel periodo l'età e le ferite subite avevano minato la sua salute. Si oppose anche a Tomás de Zumalacárregui, suo vecchio ufficiale durante la guerra d'indipendenza, grande esperto di guerriglia da montagna. I problemi di salute lo obbligarono a dare le dimissioni nell'aprile del 1835, e l'ultima cosa che si ricorda di lui in Catalogna fu la parte che ebbe nel convincere la reggente a concedere una Costituzione nell'agosto del 1836. Morì a Barcellona il 24 dicembre 1836.
Nel 1825 Espoz y Mina pubblicò Un breve estratto della vita del generale Mina, in spagnolo ed inglese a Londra. Le sue memorie complete furono pubblicate dalla vedova a Madrid nel 1851-1852. La Plaza de Mina a Cadice (Spagna) porta il suo nome.